# 張済 (司空)
張 済（ちょう さい、生没年不詳）は、後漢末期の政治家。字は元江。汝南郡細陽県の人。張耳の末裔で、後漢初期の名臣張充の六世の孫にあたる。曾祖父は光禄勲張酺（字は孟侯）。祖父は張蕃。父は張磐。

## 略歴
光和年間に司空（三公の一つ）を務めた。前任は袁逢、後任は張温である。
若いころは楊賜に推挙され、徐々に昇進した。儒学を好んだが、病により司空を辞し、霊帝の在世時に没した。死後に車騎将軍・関内侯を贈られた。
子の張根は池陽侯に封じられ、弟の張喜は兄同様に司空に任じられた。

## 参考伝記
- 『後漢書』張酺伝・霊帝紀